# Hannelise Hinderberger
Hannelise Hinderberger (auch Hannelise Weder bzw. Hannelise Weder-Hinderberger; * 9. November 1904 in Zürich; † 15. Dezember 1992 in Riggisberg) war eine Schweizer Dichterin, Übersetzerin und Mäzenin.

## Leben
Hannelise Hinderberger stammte aus einer in Diepoldsau heimatberechtigten Familie. Sie war die Tochter des Friedrich Adolf Baumann und der Johanna Sophie Baumann-Auer. Das Studium in Philologie und Kunstgeschichte an der Universität Zürich schloss sie 1934 bei Emil Staiger mit dem Doktorat ab. Sie war in erster Ehe mit Adolf Hinderberger und später mit dem Schriftsteller und Verleger Heinz Weder (1934–1993) verheiratet.
Sie übersetzte für mehrere deutschsprachige Verlage Werke bedeutender Autoren der Weltliteratur verschiedener Sprachen, so aus dem Italienischen, dem Latein, dem Englischen und dem Französischen. Sie übertrug unter anderem Werke von Horaz, Catull, Francesco Petrarca, Dante Alighieri, Luigi Pirandello, Paul Verlaine, Jean de La Fontaine, Vittorio Alfieri, Giovanni Verga, Elsa Morante, Charles Baudelaire, John Keats und Giuseppe Berto in die deutsche Sprache. Von Hannelise Hinderberger stammen mehrere Publikationen in der Reihe Manesse Bibliothek der Weltliteratur. 1962 wurde ihr ein Preis der Schweizerischen Schillerstiftung für ihre Übersetzungen französischer und italienischer Werke zugesprochen.
Hannelise Hinderberger schrieb selber Gedichte und verfasste Buchkommentare, Rezensionen und Beiträge über die Lyrik. Zudem hielt sie Radiovorträge über verschiedene Schriftsteller.
1987 gründete sie mit ihrem Ehemann in Bern die Heinz und Hannelise Weder Stiftung, die von 1999 bis 2013 an mehrere Autoren und Autorinnen den Heinz-Weder-Preis für Lyrik vergab.
Ihr Nachlass wurde 1995 von der Heinz und Hannelise Weder Stiftung dem Schweizerischen Literaturarchiv in Bern übergeben.

## Werke
- Michelangelo. Lebensberichte, Briefe, Gedichte. Zürich 1947.
- Landschaft und Liebe. St. Gallen 1952.
- Netze im Wasser. Gedichte. St. Gallen 1958
- Französische Symbolisten. Heidelberg 1960.
- Gedichte. Übersetzungen aus dem Italienischen. In: Schweizer Monatshefte. Zeitschrift für Politik, Wirtschaft, Kultur. 49. Jg., 1969–1970, S. 582–589.